# Piazza dell'Esquilino
Piazza dell'Esquilino è una piazza situata nell'omonimo rione parte del Municipio Roma I di Roma Capitale.
Posta a 340 metri dalla Stazione Termini, ospita l'omonimo obelisco e la parte absidale della basilica di Santa Maria Maggiore.